# Can Prunera (Vallirana)
Can Prunera es una masía de Vallirana protegida como bien de interés cultural.

## Descripción
Edificio aislado de planta rectangular, dos pisos, además de dos cuerpos al este y oeste de planta de galería corrida y azotea. Por encima hay una torre mirador en el centro del edificio. Las oberturas son en forma de arco carpanel y muy rebajado. En la parte este del jardín hay una fuente del s.xx.

## Historia
La masía fue construida por la familia Prunera como casa de verano entre los siglos xviii y principios del  s. xix, ya que ya aparece mencionada en el censo de 1735.

### Guerra Civil
En la Causa General de 1937 la finca y sus tierras fueron confiscadas, se robaron y saquearon muebles, ganado y otros recursos.
En 1981 aún era habitada por la familia Prunera aunque la masía ya se encontraba en mal estado.
Actualmente está rodeada del polígono industrial de Can Prunera. Desde 2004 al igual que muchas masías forma parte del ayuntamiento de Vallirana.